# Satz von Bott-Samelson
In der Mathematik ist der Satz von Bott-Samelson ein Lehrsatz aus der algebraischen Topologie, mit dessen Hilfe man die Homologie von Schleifenräumen berechnen kann.

## Satz
Sei {\displaystyle X} ein wegzusammenhängender Raum, {\displaystyle \Sigma X} seine Einhängung und {\displaystyle \Omega \Sigma X} der Schleifenraum der Einhängung. Wir bezeichnen mit {\displaystyle \sigma X\to \Omega \Sigma X} die adjungierte Abbildung zur Identitätsabbildung {\displaystyle id\colon \Sigma X\to \Sigma X}.
Sei {\displaystyle R} ein Hauptidealring, so dass die Homologie {\displaystyle H_{*}(X;R)} torsionsfrei ist. Wir bezeichnen mit {\displaystyle {\widetilde {H_{*}}}(X;R)} die reduzierte Homologie.
Dann wird durch die Abbildung
{\displaystyle \sigma _{*}\colon {\widetilde {H_{*}}}(X;R)\to H_{*}(\Omega \Sigma X;R)}
für die erzeugte Tensoralgebra ein Isomorphismus von Algebren
{\displaystyle T({\widetilde {H_{*}}}(X;R))\to H_{*}(\Omega \Sigma X;R)}
induziert.

## Beispiel
Für die Sphäre {\displaystyle S^{n}} hat die reduzierte Homologie einen Erzeuger in Grad {\displaystyle n} und ist in allen anderen Graden trivial. Mit dem Satz von Bott-Samelson ist dann wegen {\displaystyle \Sigma S^{n}=S^{n+1}} also die Homologie von {\displaystyle \Omega S^{n+1}} als Algebra isomorph zu der von einem Element in Grad {\displaystyle n} erzeugten Tensoralgebra.
Insbesondere ist {\displaystyle H_{kn}(\Omega S^{n+1})=\mathbb {Z} } für alle {\displaystyle k\geq 1} und {\displaystyle H_{*}(\Omega S^{n+1})} für alle {\displaystyle *\not =kn}.